# 第一関門丸
第一関門丸（だいいちかんもんまる）は、鉄道院（後の鉄道省を経て日本国有鉄道）関門航路、宇高航路に在籍した自航式の貨車航送船。同型船に第二関門丸がある。
船首、船尾どちらからも貨車を搭載できるように、外輪船であった。
ここでは、第一関門丸と第二関門丸、共に記述する。

## 概略
第一関門丸、第二関門丸は横浜船渠が建造し、第一関門丸は1919年（大正8年）7月3日に、第二関門丸は1919年（大正8年）8月1日に就航する。初めての自航式貨車航送船である。
車両甲板には軌道が一本敷設され、7t積貨車を7両積み込むことができる。関門海峡は潮流が速く、航送場の前面で船を旋回することが困難であったことから、そこで前進、後退と停止をすばやく行うため外輪船方式が採用され、船首、船尾どちらからも搭載できるように、船体は、機関と煙突などをのぞき、前後対称となっている。機関は1基搭載としたため、左右の外輪を別方向に回転させることはできなかった。
1926年（大正15年）7月29日、第五関門丸が就航すると、第一関門丸と第二関門丸はともに予備船となる。
1942年（昭和17年）7月1日、関門トンネルが開通し、鉄道車両渡船が廃止される。
その後、輸送能力が逼迫していた宇高航路へ関門丸5隻は転属となる。「第一関門丸」は同年11月4日に、「第二関門丸」は1943年（昭和18年）5月21日に転属した。
関門丸5隻は船型が独特であったため、宇野駅と高松駅に関門航路の施設を転用、関門丸型専用の航送場を設置した。それでも不十分であったので、1946年（昭和21年）8月に新たな設備を設置した。
戦後はGHQの日本商船管理局（en:Shipping Control Authority for the Japanese Merchant Marine, SCAJAP）により第一関門丸にはSCAJAP-K115の管理番号が、第二関門丸にはSCAJAP-K116の管理番号がそれぞれ付与された。
1945年（昭和20年）11月8日、高松市営桟橋北端で第二関門丸は第四関門丸と衝突した。
関門丸5隻は1948年（昭和23年）12月27日に運航停止となり、紫雲丸型の就航に伴い必要がなくなったため1950年（昭和25年）5月10日に日本自動車航送に売却された。
1955年（昭和30年）、第一関門丸と第二関門丸は揃って日本で解体された。